# Gösta Lundeqvist

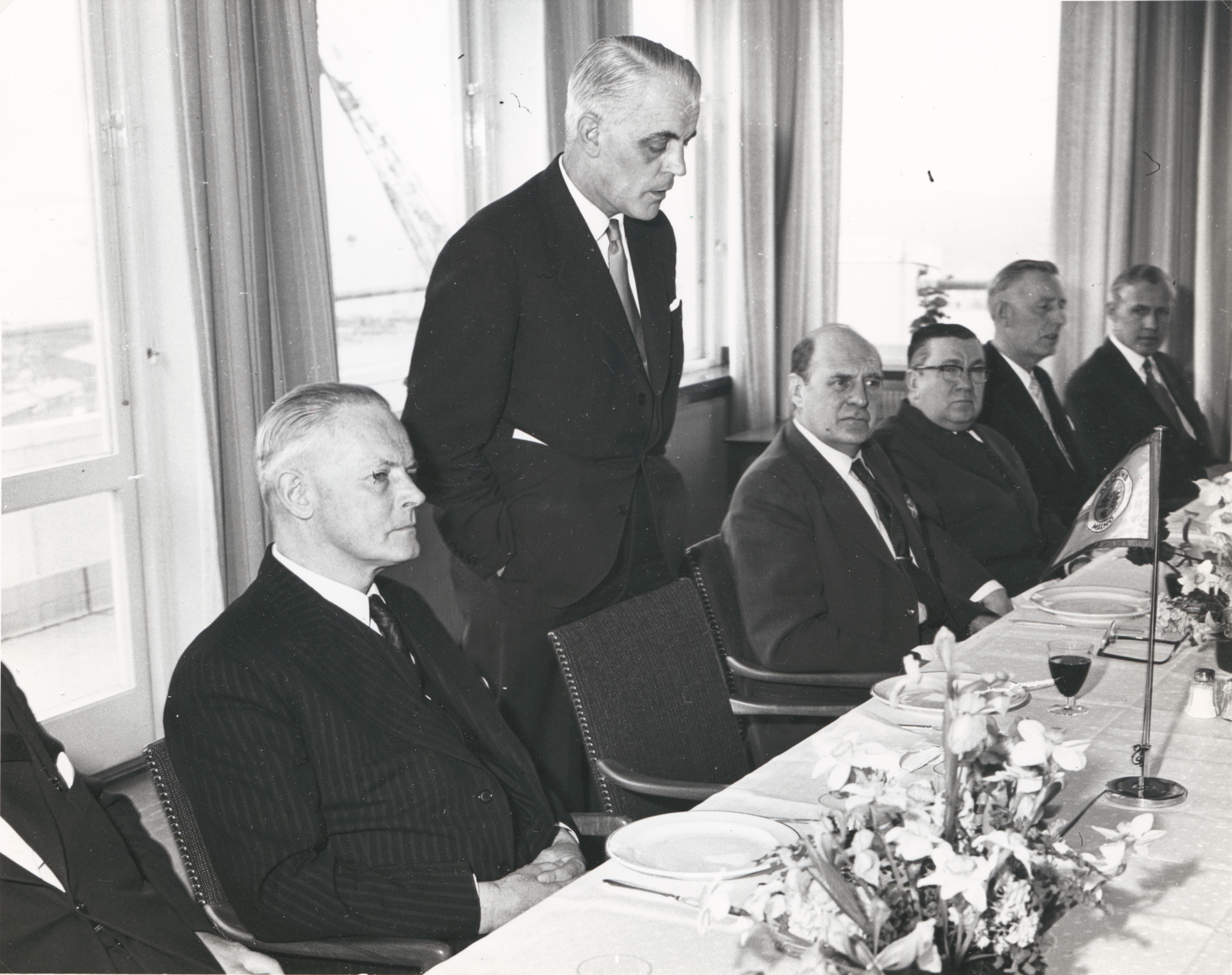
Direktör Gösta Lundeqvist (sittande) avgår 1958 som VD för Kockums och Nils Holmström tar över.

Gösta Evald Andreas Lundeqvist, född 3 oktober 1892 i Adolf Fredriks församling, Stockholm, död 12 juli 1962 i Engelbrekts församling, Stockholm, var en svensk industriman.
Efter examen från Kungliga Tekniska högskolan (KTH) 1915 blev Lundeqvist extra mariningenjör 1917, mariningenjör av andra graden 1919, var torpedingenjör 1919–1921, blev mariningenjör av första graden 1924, i reserven 1930 och marindirektör av andra graden i reserven 1952.
Lundeqvist var Marinförvaltningens kontrollerande och biträdande marinattaché i London 1925–1926, verkställande direktör för Atlas Diesel Co. Ltd i London 1927–1936, blev vice verkställande direktör vid Kockums Mekaniska Verkstads AB i Malmö 1936 och var dess verkställande direktör 1940–1958.
Lundeqvist var ordförande i Sveriges varvsindustriförening 1954–1957, Stiftelsen för skeppsbyggnadsteknisk forskning 1955–1957, vice ordförande i AB Landsverk, Landskrona, styrelseledamot i Kockums Mekaniska Verkstads AB, i Sveriges allmänna exportförening, i Sveriges Industriförbund, i Högre tekniska läroverket i Malmö, Malmö sparbank, Statens skeppsprovningsanstalt 1954–1957, medlem av avdelningsrådet för avdelningen för flygteknik och skeppsteknik vid KTH, avdelningsrådet för avdelningen för skeppsbyggnad vid Chalmers tekniska högskola, Royal Institution of Naval Architects i London, och 1953 års örlogsvarvsutredning.
Lundeqvist blev hedersledamot av Örlogsmannasällskapet 1946, ledamot av Fysiografiska sällskapet i Lund 1951, Ingenjörsvetenskapsakademien 1953, Vetenskapssocieteten i Lund 1953 och var ledamot av Statens sjöhistoriska museums nämnd från 1955. Han är gravsatt på Norra begravningsplatsen utanför Stockholm.